# Mandato di cattura (film 1954)
Mandato di cattura (Dragnet) è un film del 1954 diretto da Jack Webb.
È un film poliziesco a sfondo noir statunitense con Jack Webb, Ben Alexander, Richard Boone e Ann Robinson. È tratto dalla popolare serie televisiva Dragnet (1951-1959) con protagonista Jack Webb, interprete del sergente della polizia di Los Angeles Joe Friday.

## Produzione
Il film, diretto da Jack Webb su una sceneggiatura di Richard L. Breen, Harry Essex e dello stesso Webb (questi ultimi due non accreditati), fu prodotto da Stanley D. Meyer per la Mark VII Ltd. e girato a Los Angeles e nei Warner Brothers Burbank Studios a Burbank, in California, dal 3 maggio all'inizio di giugno 1954 con un budget stimato in 500.000 dollari.

## Distribuzione
Il film fu distribuito con il titolo Dragnet negli Stati Uniti dal 4 settembre 1954 (première a Chicago il 18 agosto) al cinema dalla Warner Bros.
Altre distribuzioni:
- in Austria nell'aprile del 1955 (Großrazzia)
- in Germania Ovest il 15 aprile 1955 (Großrazzia)
- in Francia il 13 maggio 1955 (La police est sur les dents)
- in Belgio il 24 giugno 1955 (La police est sur les dents e Politie in alarm)
- in Finlandia l'8 luglio 1955 (Poliisiverkko)
- in Svezia il 12 settembre 1955 (Polisnätet)
- in Portogallo il 28 maggio 1956 (Nas Malhas da Rede)
- in Spagna il 15 dicembre 1958 (Madrid)
- in Brasile (Malhas da Lei)
- in Italia (Mandato di cattura)
- in Grecia (O kryfos dolofonos)
- in Spagna (Redada)

## Critica
Il Morandini dà al film un giudizio complessivamente positivo affermando che "nel passaggio al grande schermo" ... "non ha perduto i caratteri originari". Secondo Leonard Maltin il film "rappresenta la sua epoca meglio di qualsiasi altra cosa". Maltin consiglia inoltre il film a "chi non ha particolari pretese estetiche".

## Promozione
Le tagline sono:
- This was the hottest case to hit the department!
- 7:55 P.M. All days off were cancelled. All officers placed on standby. This was the hottest case to hit the department.
- Straight from Police Files-The Never-Told Trackdown of the Red-Spot Criminals!